# Cryptochironomus javae
Cryptochironomus javae är en tvåvingeart som beskrevs av Jean-Jacques Kieffer 1924. Cryptochironomus javae ingår i släktet Cryptochironomus och familjen fjädermyggor. Inga underarter finns listade i Catalogue of Life.